# سید محمدتقی نوربخش
سید تقی نوربخش (زاده ۱۳۴۱ مشهد – ۱۳۹۷ گرگان) پزشک ایرانی بود که از سال ۱۳۹۲ تا ۱۳۹۷ مدیرعاملی سازمان تأمین اجتماعی را بر عهده داشت. او پیشتر عضو هیئت مدیره و قائم‌مقام مدیرعامل سازمان تأمین اجتماعی بین سالهای ۱۳۷۶ تا ۱۳۸۰، قائم‌مقام رئیس کل سازمان نظام پزشکی بین سالهای ۱۳۸۲ تا ۱۳۸۴ و رئیس انجمن جراحان ارتوپدی ایران بود. نوربخش در تصادف رانندگی حین بازدید از گرگان در ۲۴ آبان ماه ۱۳۹۷ کشته شد. او یک روز قبل از حادثه در روز چهارشنبه ۲۳ آبان سال ۱۳۹۷ نهضت پویش مهربانی به بیماران را بنیانگذاری نمود.

## سوابق
- اخذ درجه دکترای پزشکی عمومی ۱۳۶۸ دانشگاه تهران
- اخذ درجه دکترای تخصصی پزشکی در رشته جراحی ارتوپدی ۱۳۷۲ دانشگاه تهران.
- دبیر ستاد جنگ و جهاد دانشگاه تهران ۱۳۶۳ تا ۱۳۷۶
- مسئول جهاد دانشگاهی ۱۳۶۹ تا ۱۳۷۲
- مدیر گروه ارتوپدی دانشکده پزشکی علی بن ابیطالب یزد
- مدیرکل درمان تأمین اجتماعی استان یزد ۱۳۷۴ تا ۱۳۷۶
- عضو هیئت مدیره و قائم مقام مدیرعامل سازمان تأمین اجتماعی ۱۳۷۶ تا ۱۳۸۰
- مدیر نمونه ملی در سال ۱۳۸۰
- عضو منتخب شورای عالی نظام پزشکی (سه دوره) ۱۳۷۹ تا ۱۳۹۱
- قائم مقام رئیس کل سازمان نظام پزشکی ایران ۱۳۸۲ تا ۱۳۸۴
- رئیس انجمن جراحان ارتوپدی ایران
- اهم اقدامات انجام شده در زمان عضویت در هیئت مدیره سازمان تأمین اجتماعی ۱۳۷۶ تا ۱۳۸۰
- تدوین سطح‌بندی خدمات درمانی سازمان تأمین اجتماعی در کشور
- استاندارد کردن خدمات درمانی در سازمان و اخذ اولین گواهینامه ایزو خدمات درمانی در کشور
- طراحی نظام ارجاع درمان تأمین اجتماعی در سال ۱۳۷۷
- راه اندازی بیمارستان میلاد

## کارهای انجام شده
- بنیانگذار نسخه الکترونیکی در درمان مستقیم
- اجرای خدمات غیرحضوری به بیمه‌شدگان https://chb.tamin.ir/News/Item/75763/54/75763.html%5Bپیوند+مرده%5D
- عدم اجرای طرح‌های افزایش مرخصی زایمان از ۶ ماه به ۹ ماه[۵]
- مخالفت با طرح تجمیع بیمه‌ها[۶]
- تدوین قانون نظام پزشکی در سال ۱۳۸۳

## درگذشت
در تاریخ ۲۴ آبان ۱۳۹۷ سید تقی نوربخش به همراه عبدالرحمن تاج‌الدین خوزانی (معاون پارلمانی سازمان تأمین اجتماعی) در جریان سفر وزیر کار به استان گلستان در تقاطعی واقع در محور کردکوی - گرگان دچار سانحه رانندگی شد و بعد از انتقال به بیمارستان درگذشت. حسن روحانی رئیس‌جمهور در پیامی درگذشت وی را تسلیت گفت.
مقبرهٔ وی در شهر ری و در مجاورت حرم عبدالعظیم حسنی در رواق دارالرحمه می‌باشد.